# Luis Lancheros
Luis Lanchero  o Lancheros, (? - fallecido en Tunja, Nuevo Reino de Granada, 1562) fue un militar español, que sirvió como Capitán en la guardia del Emperador Carlos V e hizo parte de las tropas del condestable de Borbón en el sitio de Roma en 1527. En 1533 abandonó la armada española para dirigirse a América, específicamente a Venezuela, en busca de dinero. Ingresó la servicio de Jerónimo de Ortal, lo que no llenó sus expectativas, posteriormente se unió al grupo del alemán Nicolás Federmann con el que remontó los Andes en 1537, hasta Santa Fe de Bogotá actual capital de Colombia.

## Conquista de la Nueva Granada
En 1539, ahora bajo las órdenes de Hernán Pérez de Quesada, fue comisionado para buscar una ruta más corta para llegar al Río Magdalena desde Santa Fe de Bogotá, con un grupo de cuarenta hombres. Lancheros se dirigió hacia la región de Vélez, iniciando la conquista de los indios muzos que ocupaban el área, grupo perteneciente a la familia Caribe, pero fracasó en el intento de someterlos; tras varias campañas fallidas por parte de otros conquistadores, como Diego de Martínez en 1544, Melchor de Valdez en 1550 y Pedro de Ursúa, quien fue enviado por Miguel Díez de Armendáriz en 1551, este tras varias refriegas con los muzos, fundó un poblado al que colocó el nombre de Tudela de Navarra. Sin embargo, al poco tiempo los ataques de los nativos obligó a los españoles a abandonar el poblado, el cual fue finalmente incendiado, no obstante cobro nueva importancia al descubrirse, años después, minas de esmeralda en el sector. Finalmente, Lancheros con el apoyo de Juan de Rivera, Miguel de Trejo Panyagua y Juan Alonso de la Torre, reunió fuerzas, con las cuales derrotó y subyugó totalmente a los Muzos en 1559, controlando la zona que corresponde actualmente a los municipios de la provincia de occidente, ubicados en inmediaciones de la localidad de Muzo en confluencia con los departamentos de Cundinamarca y Santander. Sin terminar todavía la conquista de los muzos, en 1559 fundó la ciudad que llamó Trinidad de los Muzos (actualmente municipio de Muzo, Boyacá).
Durante la época de la Conquista desempeñó importantes cargos civiles; sin embargo, fue objeto de persecución por parte del visitador Miguel Díez de Armendáriz, pero al ser acusado este de varios cargos, incluso lo protegió y le costeó los costos de su viaje a España donde pudo defenderse de los cargos. A pesar de ocupar cargos civiles, Lancheros participó activamente en las expediciones militares referidas anteriormente.
De su matrimonio solamente dejó una hija, Isabel, quien contrajo matrimonio en España y fue enterrada en Simancas en la provincia de Valladolid. Lancheros falleció en la ciudad de Tunja en 1562.